# Lee Child
James Dover Grant (Coventry, Inglaterra, Reino Unido, 29 de octubre de 1954), conocido por su seudónimo Lee Child, es un escritor británico de thrillers. El protagonista de sus novelas es Jack Reacher, un exoficial de la policía militar norteamericana que, después de dejar el ejército, decide comenzar una vida de errante a lo largo de Estados Unidos.

## Biografía
Hijo de un funcionario, Lee Child nació en Coventry en 1954, pero a los cuatro años se mudó con sus padres y sus tres hermanos a Birmingham. Grant asistió a la Escuela Primaria Cherry Orchard en Handsworth Wood hasta la edad de 11 años. 
En 1974 ingresó en la Facultad de Derecho de la Universidad de Sheffield, pero sin la intención de desarrollar esos estudios profesionalmente. Concluida su etapa universitaria comienza a trabajar en Granada Television hasta 1995.

## Carrera literaria
Después de abandonar su trabajo tras una restructuración de la compañía, Grant decide que quiere empezar a escribir novelas. En 1997 apareció Killing Floor, su ópera prima, y en el año siguiente se fue a vivir a Estados Unidos.
Su seudónimo de escritor, "Lee", viene de una broma familiar por un error de pronunciación de Renault's Le Car, mientras que "Child" era un truco para aparecer en las estanterías de las librerías entre dos estrellas de la literatura de misterio como Raymond Chandler y Agatha Christie.
Según Grant, eligió el nombre Reacher (alcanzador, en español) para el protagonista de sus novelas un día que hacía la compra con su mujer Jane en un supermercado. Jane le dijo que, como Grant era muy alto, si no tenía éxito como escritor siempre podría trabajar en un supermercado alcanzando a la gente los artículos que estaban más arriba.
Algunos libros de la saga Jack Reacher están escritos en primera persona mientras que otros son en tercera persona. Child caracterizó los libros como historias de venganza, inspirado por el sentimiento de rabia que sintió al ser despedido.
A pesar de ser británico siempre se ha definido por un estilo de thriller norteamericano.
En 2007, Grant colaboró con otros 14 escritores para crear un thriller radiofónico de 17 episodios narrados por Alfred Molina y emitido en Audible.com desde el 25 de septiembre hasta el 13 de noviembre de 2007.
Grant fue elegido presidente de la asociación Mystery Writers of America en 2009.
En 2012 el guionista y director estadounidense Christopher McQuarrie adaptó al cine la novela Un disparo (One Shot) con el título de Jack Reacher y Tom Cruise como protagonista. Esta película tuvo una secuela en la que se adaptó Nunca vuelvas atrás como Jack Reacher: Never Go Back en 2016.
En 2014 obtuvo el VIII Premio RBA de Novela Policiaca por su obra Personal (Personal).
Desde 2020 colabora con su hermano Andrew Child en la escritura de los libros de la serie de Jack Reacher, comenzando con la novela The Sentinel.
En 2022 los libros nuevamente son adaptados, esta vez para televisión, en la serie Reacher. Su primera temporada se estrenó el 4 de enero de 2022, adaptando Zona peligrosa. El 14 de diciembre de 2023 se estrenó la segunda temporada, que adapta Mala suerte.
Su obra ha sido traducida a cuarenta y ocho idiomas y lleva vendidos más de cien millones de ejemplares en todo el mundo. El argentino Aldo Giacometti es el traductor al español elegido por el autor.

### Novelas
Serie Jack Reacher:
| Orden de publicación | N.º en la serie | Título original                                                       | Título en español                          | Año  | ISBN              | Perspectiva | Notas |
| -------------------- | --------------- | --------------------------------------------------------------------- | ------------------------------------------ | ---- | ----------------- | ----------- | --- |
| 1                    | 9               | Killing Floor                                                         | Zona peligrosa                             | 1997 | 0-593-04143-7     | 1.ª persona | Trad: Antonio Padilla, RBA Libros, Barcelona, 2015                                                              |
| 2                    | 10              | Die Trying                                                            | Morir en el intento                        | 1998 | 0-593-04144-5     | 3.ª persona | RBA Libros (Serie Negra), 2018                                                                                  |
| 3                    | 11              | Trampa mortal (Tripwire)                                              | Trampa mortal                              | 1999 | 0-593-04393-6     | 3.ª persona | RBA Libros (Serie Negra), 2018                                                                                  |
| 4                    | 12              | The Visitor (novela infantil) (Reino Unido), o Running Blind (EE.UU.) |                                            | 2000 | 0-593-04399-5     | 3.ª persona | |
| 5                    | 13              | Echo Burning                                                          |                                            | 2001 | 0-593-04659-5     | 3.ª persona | |
| 6                    | 14              | Without Fail                                                          | Sin fallos                                 | 2002 | 0-593-04686-2     | 3.ª persona | Trad: Aldo Giacometti, Blatt & Ríos, Buenos Aires, 2022.                                                        |
| 7                    | 15              | Persuader                                                             | El inductor o Ajuste de cuentas            | 2003 | 0-593-04689-7     | 1.ª persona | Trad: Juan Soler, Ediciones B, Barcelona, 2004 Trad: Víctor Manuel García de Isusi, RBA Libros, Barcelona, 2019 |
| 8                    | 5               | The Enemy                                                             | El enemigo                                 | 2004 | 0-593-05182-3     | 1.ª persona | Trad: Juan Soler, Ediciones B, Barcelona, 2005. Reeditado RBA Libros (Serie Negra) 2017                         |
| 9                    | 16              | One Shot                                                              | Un disparo                                 | 2005 | 0-593-05183-1     | 3.ª persona | RBA Libros, Barcelona, 2011                                                                                     |
| 10                   | 17              | The Hard Way                                                          | El camino difícil, o Por el camino difícil | 2006 | 978-0-593-05184-9 | 3.ª persona | Trad: Magdalena Palmer; RBA Libros, Barcelona, 2009                                                             |
| 11                   | 18              | Bad Luck and Trouble                                                  | Mala suerte                                | 2007 | 978-0-593-05701-8 | 3.ª persona | Trad: Alberto Coscarelli, RBA Libros, Barcelona, 2012                                                           |
| 12                   | 19              | Nothing to Lose                                                       |                                            | 2008 | 978-0-593-05702-5 | 3.ª persona | |
| 13                   | 21              | Gone Tomorrow                                                         | Mañana no estás                            | 2009 | 978-0-593-05705-6 | 1.ª persona | Trad: Aldo Giacometti, Blatt & Ríos y Eterna Cadencia, Buenos Aires, 2020.                                      |
| 14                   | 22              | 61 Hours                                                              |                                            | 2010 | 978-0-593-05706-3 | 3.ª persona | |
| 15                   | 23              | Worth Dying For                                                       |                                            | 2010 | 978-0-593-06566-2 | 3.ª persona | |
| 16                   | 8               | The Affair                                                            | El asunto                                  | 2011 | 978-0-593-06570-9 | 1.ª persona | Trad: Aldo Giacometti, Blatt & Ríos, Buenos Aires, 2023                                                         |
| 17                   | 25              | A Wanted Man                                                          |                                            | 2012 | 978-0-593-06573-0 | 3.ª persona | |
| 18                   | 27              | Never Go Back                                                         | Nunca vuelvas atrás                        | 2013 | 978-0-593-06574-7 | 3.ª persona | Trad: Víctor Manuel García de Isusi, RBA Libros, Barcelona, 2016                                                |
| 19                   | 29              | Personal                                                              | Personal                                   | 2014 | 978-0-593-07382-7 | 1.ª persona | RBA Serie Negra. Premio RBA de Novela Policiaca                                                                 |
| 20                   | 33              | Make Me                                                               | Oblígame                                   | 2015 | 978-0-593-07388-9 | 3.ª persona | Trad: Aldo Giacometti, Blatt & Ríos, Buenos Aires, 2024.                                                        |
| 21                   | 7               | Night School                                                          | Escuela nocturna                           | 2016 | 978-0-593-07390-2 | 3.ª persona | Trad: Aldo Giacometti, Blatt & Ríos, Buenos Aires, 2022.                                                        |
| 22                   | 37              | The Midnight Line                                                     |                                            | 2017 | 978-0-593-07818-1 | 3.ª persona | |
| 23                   | 39              | Past Tense                                                            | Tiempo pasado                              | 2018 | 978-0-593-07819-8 | 3.ª persona | Trad: Aldo Giacometti, Blatt & Ríos y Eterna Cadencia, Buenos Aires, 2019.                                      |
| 24                   | 43              | Blue Moon                                                             | Luna azul                                  | 2019 | 978-1-787-63219-6 | 3.ª persona | Trad: Aldo Giacometti, Blatt & Ríos, Buenos Aires, 2021.                                                        |
| 25^                  | 44              | The Sentinel                                                          |                                            | 2020 | 978-1-787-63361-2 | 3.ª persona | |
| 26^                  |                 | Better Off Dead                                                       |                                            | 2021 | 978-0-552-17752-8 | 1.ª persona | |
| 27^                  |                 | No Plan B                                                             |                                            | 2022 | 978-1787633759    | 3.ª persona | |
| 28^                  |                 | The Secret                                                            |                                            | 2023 | 978-1787633773    |             | |

^Escritas en conjunto con Andrew Child.

### Cuentos
Colecciones:
- No Middle Name (2017), colección de 2 novelas cortas y 10 cuentos de la serie Jack Reacher:
"Too Much Time" (novela corta), "Deep Down", "Everyone Talks", "Guy Walks into a Bar", "High Heat" (novela corta), "James Penney's New Identity" (1999 version), "Maybe They Have a Tradition", "No Room at the Motel", "Not a Drill", "Second Son", "Small Wars", "The Picture of the Lonely Diner"
En español se editó en dos partes:
  - Noche caliente, trad: Aldo Giacometti, Blatt & Ríos, Buenos Aires, 2017
  - Sin segundo nombre, trad: Aldo Giacometti, Blatt & Ríos, Buenos Aires, 2018

### No Ficción
Ensayo:
- The Hero (2019), TLS Books,Londres. ISBN 978-0-00835578-4.

Edición en español: El Héroe (2021), Blatt & Ríos, Buenos Aires. Traducción Aldo Giacometti.
Serie Jack Reacher:
| N.º en la serie | Título                            | Año                   | Notas                                                       |
| --------------- | --------------------------------- | --------------------- | ----------------------------------------------------------- |
| 6               | "James Penney's New Identity"     | 1999, editada en 2006 | La versión de 1999 es más larga                             |
| 20              | "Guy Walks into a Bar"            | 2009                  |                                                             |
| 1               | "Second Son"                      | 2011                  |                                                             |
| 24              | "Knowing you're Alive"            | 2011                  | Con Dr. Morgan Snow                                         |
| 3               | "Deep Down"                       | 2012                  |                                                             |
| -               | "The Hollywood I Remember"        | 2012                  |                                                             |
| 2               | "High Heat"                       | 2013                  | Novela corta                                                |
| 26              | "Everyone Talks"                  | 2013                  |                                                             |
| 28              | "Not a Drill"                     | 2014                  |                                                             |
| 30              | "Good and Valuable Consideration" | 2014                  | Con Joseph Finder. Crossover con la serie Nick Heller       |
| 31              | "No Room at the Motel"            | 2014                  |                                                             |
| 4               | "Small Wars"                      | 2015                  |                                                             |
| 32              | "The Picture of the Lonely Diner" | 2015                  |                                                             |
| 34              | "Maybe they Have a Tradition"     | 2016                  |                                                             |
| 35              | "Faking a Murderer"               | 2017                  | Con Kathy Reichs. Crossover con la serie Temperance Brennan |
| 36              | "Too Much Time"                   | 2017                  | Novela corta                                                |
| 38              | "The Christmas Scorpion"          | 2017                  |                                                             |
| 40              | "The Fourth Man"                  | Marzo de 2019         |                                                             |

Otros no publicados en colecciones:
- "The Snake Eater by the Numbers", capítulo seis de la novela serializada Like a Charm (2004, editada por Karin Slaughter)
- "Ten Keys", incluido en The Cocaine Chronicles (2005, editada por Jervey Tervalon y Gary Phillips)
- "The Greatest Trick of All", incluido en Greatest Hits (2005, editada por Robert J Randisi), y en The Best British Mysteries IV (2007)
- "Safe Enough", incluido en MWA Presents Death Do Us Part (2006)
- "The .50 Solution", incluido en Bloodlines: A Horse Racing Anthology (2006)
- Capítulo 15 de la audio novela serializada The Chopin Manuscript (2007)
- "Public Transportation", incluido en Phoenix Noir (2009)
- Un capítulo de la audio novela serializada The Copper Bracelet (2009)
- Cuento incluido en The World's Greatest Crime Writers tell the inside Story of Their Great Detectives, o The Line Up (2010), sobre Jack Reacher y sus orígenes
- "Me and Mr. Rafferty", incluido en The Dark End of the Street (2010, editado por Jonathan Santlofer y S. J. Rozan)
- "Section 7 (a) (Operational)", incluido en Agents of Treachery (2010)
- "The Bodyguard", incluido en First Thrills (2010, editado por Lee Child)
- "Addicted to Sweetness", incluido en MWA Presents The Rich and the Dead (2011, editado por Nelson DeMille)
- "The Bone-Headed League", incluido en A Study In Sherlock (2011)
- "I Heard a Romantic Story", incluido en Love is Murder (2012)
- "My First Drug Trial", incluido en The Marijuana Chronicles (julio de 2013)
- "Wet with Rain", incluido en Belfast Noir (noviembre de 2014)
- "The Truth About What Happened", incluido en In Sunlight or In Shadow: Stories Inspired by the Paintings of Edward Hopper (diciembre de 2016)
- "Chapter 6: The Fortune Cookie" de la novela Anatomy of Innocence (marzo de 2017)
- "Pierre, Lucien & Me", incluido en Alive in Shape and Color (diciembre de 2017)
- "New Blank Document", incluido en It Occurs to Me that I am America (enero de 2018)
- "Shorty and the Briefcase", incluido en Ten Year Stretch (abril 2018)

## Adaptaciones
- Jack Reacher (2012), película dirigida y escrita por Christopher McQuarrie, basada en la novela Un disparo.
- Jack Reacher: Never Go Back (2016), película dirigida por Edward Zwick y escrita por Richard Wenk, Zwick, y Marshall Herskovitz, basada en la novela Nunca vuelvas atrás.
- Reacher (2022), serie creada por Nick Santora, primera temporada basada en la novela Zona peligrosa (novela).